# Jean de Lancastre (1286-1317)
Pour les articles homonymes, voir Jean de Lancastre (homonymie), Jean Beaufort, Maison de Beaufort et Beaufort.
Titre
Seigneur de Beaufort et de Nogent-l'Artaud
2 mai 1302 – av. 13 juin 1317
Jean de Lancastre (avant mai 1286 – avant le 13 juin 1317) est un noble anglo-français. 

## Biographie
Jean est issu d'une des branches de la dynastie royale anglaise des Plantagenêts. Né avant mai 1286, il est le troisième et dernier fils d'Edmond, dit le Bossu, 1er comte de Lancastre et de Leicester, et de Blanche d'Artois. Son père est le second fils du roi d'Angleterre Henri III, ce qui fait de Jean le neveu du roi Édouard Ier et le cousin du roi Édouard II. Sa mère Blanche est la fille du comte Robert Ier d'Artois, fils du roi de France Louis VIII le Lion et frère de Saint Louis. En raison du premier mariage de sa mère avec le roi Henri Ier de Navarre, Jean est ainsi le demi-frère de la reine Jeanne Ire de Navarre et l'oncle des rois de France et de Navarre Louis X le Hutin, Philippe V le Long et Charles IV le Bel. Pourtant, en dépit de ce prestigieux lignage, Jean de Lancastre ne fera jamais usage de ses relations familiales et mènera une existence relativement obscure en France.
Jean n'hérite d'aucun bien de son père Edmond à sa mort en 1296, tandis que son frère aîné Thomas prend possession de l'héritage paternel. Toutefois, à la mort de leur mère Blanche d'Artois en 1302, ses possessions françaises sont pour la plupart transmises à Jean, dont la seigneurie de Beaufort en Champagne – qui lui a été vendue par Hugues IV de Rethel en 1270 – et celle de Nogent-l'Artaud, située alors en Île-de-France. Avant juillet 1312, Jean de Beaufort épouse Alix de Joinville, veuve de Jean d'Arcis et de Chacenay et fille du sénéchal Jean de Joinville, célèbre compagnon d'armes du roi Saint Louis. Leur union ne donne aucune descendance et, lorsque Jean meurt peu avant le 13 juin 1317, son autre frère Henri hérite de toutes ses possessions en France. Certaines sources situent sa date de décès en 1327 mais cette information est erronée.